# Laokaya vitalisi
Laokaya vitalisi är en skalbaggsart som beskrevs av Maurice Pic 1928. Laokaya vitalisi ingår i släktet Laokaya och familjen långhorningar. Inga underarter finns listade i Catalogue of Life.